# Dera Ismail Khan
Dera Ismail Khan urdú: ډیرہ اسماعیل خان) és una ciutat i municipi de la província de la Frontera del Nord-oest, capital del districte de Dera Ismail Khan i del tehsil de Dera Ismail Khan. La seva població el 1901 era de 31.737 persones, el 1998 era de 90.357 habitants i estimada el 2006 de 102.999 habitants. La ciutat disposa d'universitats i aeroport.

## Història
Dera Ismail Khan fou fundada per Ismail Khan abans del 1500, i destruïda per una inundació el 1823 sent reconstruïda després d'aquesta data. La municipalitat es va formar el 1867. El 2008 es van produir dos matances quan suïcides islamistes es van immolar.